# Marie Ellington

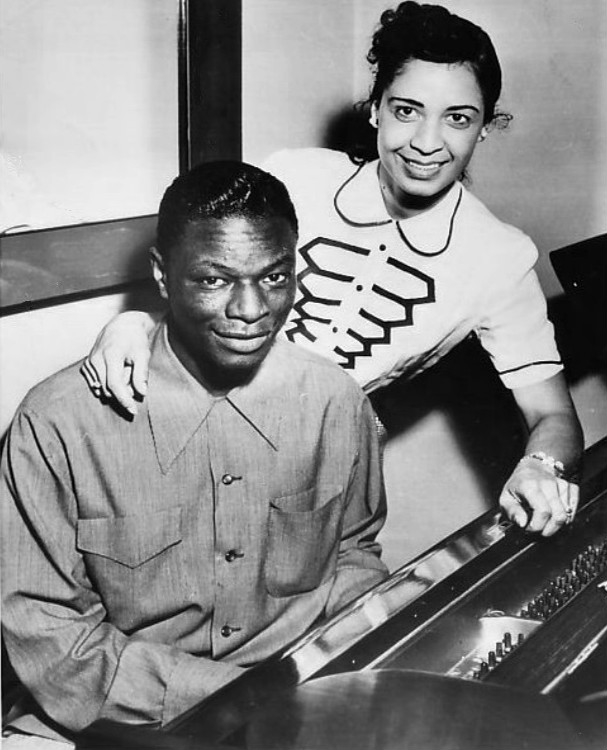
Marie Ellington en Nat King Cole in 1951

Marie Hawkins Ellington, geboren Maria Hawkins, later Maria Hawkins Cole (Boston, 1 augustus 1922 - Boca Raton, 10 juli 2012), was een Amerikaanse jazzzangeres.
Marie Hawkins trouwde in 1943 met gevechtspiloot Spurgeon Ellington, die datzelfde oorlogsjaar om het leven kwam. In de periode 1943-1945 zong ze bij de orkestleider Duke Ellington (geen familie van haar overleden echtgenoot), die haar inzette als haar stralende stem nodig was, bijvoorbeeld in "Black, Brown & Beige". Vanwege het verbod op opnames is haar zang met Duke Ellington niet zo goed gedocumenteerd: ze is onder meer te horen op V-Discs en de in 1977 voor het eerst uitgebrachte Carnegie Hall-opnames. In 1946 leerde ze in Zanzibar Club in Los Angeles Nat King Cole kennen, met wie ze in 1948 trouwde. Uit dit huwelijk werd onder andere Natalie Cole geboren. Vanaf 1947 trad ze af en toe met het trio van Nat King Cole op, in 1949 nam ze als gaste deel aan opnames. In 1954 zong ze op een album met standards met het orkest van Billy Vaughn. In 1957 zong ze met Cole een duet in diens televisieshow en in 1966 verscheen nog een album op Capitol Records. Maar door haar huwelijk met Cole en de uitdijende familie (na Natalie kwamen er nog een tweeling en twee geadopteerde kinderen) kon ze niet zoals in het begin met Cole toeren of een eigen carrière opbouwen. In 1971 publiceerde ze nog een persoonlijke biografie over Cole en later produceerde ze een eigen show, waarmee ze in Australië optrad.

## Discografie (selectie)
- Maria Cole, Verve, 1954
- Love Is a Special Feeling, Capitol Records, 1966